# Ciwkiwci
Ciwkiwci (ukr. Цівківці) – wieś na Ukrainie, w obwodzie chmielnickim, w rejonie nowouszyckim.